# Poker en ligne

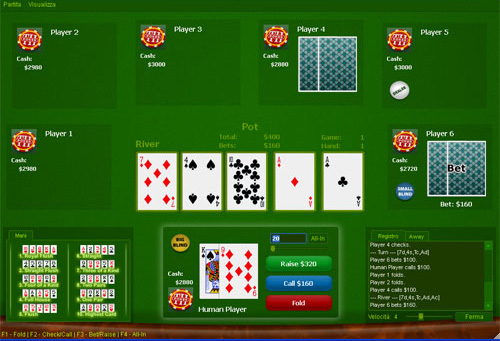

L'expression poker en ligne est utilisée pour désigner le jeu de poker lorsqu'il est pratiqué sur Internet.
L'émergence du poker en ligne est liée à l'augmentation spectaculaire du nombre de joueurs à travers tout le monde. En 2005, les revenus des sites de poker en ligne ont été estimés à près de 200 millions de dollars par mois. En France, les activités du poker sont contrôlées par l'Autorité de régulation des jeux en ligne (ARJEL) qui délivre depuis le mois de juin 2010 des agréments aux sites de poker en ligne du domaine « .fr ». Les logiciels de Poker en ligne et autres jeux de casinos sont développés par 32 entreprises et vendus aux distributeurs.

## Dates clés
- 1998 : PlanetPoker, puis ParadisePoker sont les deux premières salles de poker en ligne[2].
- 2001 : Naissance de PokerStars et PartyPoker (deux sites qui sont maintenant des leaders du poker en ligne).
- 2003 : Victoire de Chris Moneymaker aux World Series of Poker de 2003. Ce joueur inconnu jusqu'alors, s'était qualifié lors d'un tournoi satellite organisé par une salle de poker en ligne pour moins de 40 $. Chris Moneymaker fait des émules et pendant les trois années qui suivent, le nombre de participants au Main Event de ce championnat du monde de poker, passe de 839 en 2003 à 8773 participants en 2006.
- 2006 : L'administration américaine promulgue des lois appelées dite « UIGEA » afin d'empêcher les institutions financières et les particuliers de réaliser des transactions avec les salles de poker en ligne aux États-Unis.
- 2010 : Règlementation des jeux en ligne en France et autorisations pour les salles de poker en ligne agréées Arjel[3] de proposer du poker en ligne aux internautes présents sur le sol de France.
- 2010 : Loto-Québec lance son tout nouveau site officiel et légal Espace Jeux qui a pour but de concurrencer les offres illégales des différents acteurs existants dans le jeu en ligne, y compris, poker en ligne[4]
- 2017 : Le marché français du poker en ligne s'étend avec l'ouverture des tables européennes (Italie, Espagne, Portugal)[5]
- 2020 : Dû aux restrictions à la mobilité liées à la pandémie de Covid-19, le poker en ligne connaît un essor mondial important pendant cette période[6],[7].

## Fréquentation des salles de poker en ligne
Entre 2012 et 2013, la fréquentation de la plupart des salles de poker en ligne française a chuté sensiblement. En 2016, le poker en ligne a augmenté de 2 % d'une année à l'autre et a augmenté de 247 millions d'euros.

## Modalités d'inscription

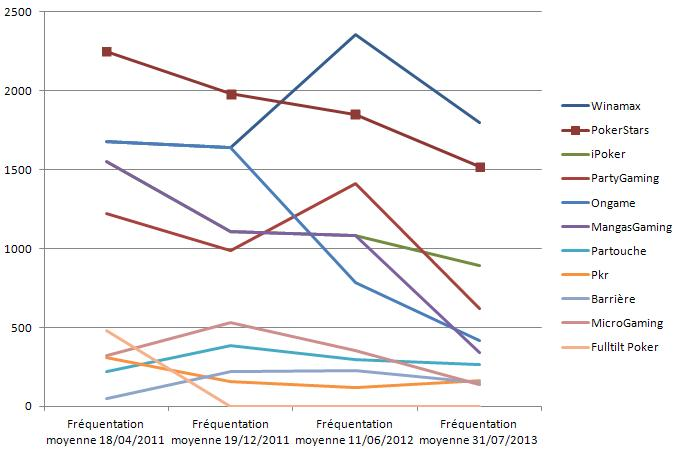
Évolution de la fréquentation des salles de poker en ligne françaises d'après l'historique de poker-frequentation.fr sur archive.org

En France, où les sites de poker sont règlementés depuis 2010, les modalités d'inscriptions sont les suivantes : 
- le joueur (majeur) doit d’abord créer un compte provisoire en enregistrant des informations relatives à son état civil (nom, âge, adresse postale et internet, coordonnées bancaires etc.) ; une fois l'adresse électronique validée ce compte est opérationnel à quelques restrictions près ;
- Le joueur a alors trente jours pour valider ses données en renvoyant des copies de sa pièce d’identité et de son relevé d'identité bancaire. Sans cette confirmation passé ce délai le compte est suspendu ; un mois plus tard le compte toujours non confirmé est supprimé ;
- après vérification des données par l'éditeur du site le joueur reçoit par la poste un code d'activation ; le joueur a alors six semaines pour activer définitivement son compte en saisissant le code transmis ; à défaut son compte est supprimé ;
- un compte ne peut rester inactif plus d'un an ; le cas échéant il sera clôturé.

## Tricherie d'initié
La tricherie d'initié se produit lorsqu'une personne bénéficiant d'un accès de confiance au système (comme un employé de la salle de poker) exploite sa position pour jouer au poker en tirant profit d'un avantage injuste. Cela peut se produire sans que les responsables du site en soient conscients.
Le premier cas majeur connu a été révélé en octobre 2007, lorsque Absolute Poker a admis que son intégrité avait été compromise par un employé qui avait pu jouer à des enjeux élevés tout en ayant accès aux cartes cachées de ses adversaires. La tricherie a été découverte grâce aux efforts des joueurs, dont les historiques de jeu enregistrés révélaient que l'employé jouait de manière à laisser penser qu'il pouvait voir les cartes de ses adversaires.
En 2008, UltimateBet a été impliqué dans un scandale similaire, avec d'anciens employés accusés d'utiliser une porte dérobée logicielle pour voir les cartes des adversaires. UltimateBet a confirmé les accusations le 29 mai. La Commission de jeu de Kahnawake a annoncé des sanctions contre UltimateBet en conséquence.